# Campomanesia simulans
Campomanesia simulans M.L.Kawas.
Árvores; ramos novos tomentosos. Lâminas foliares cobertas por tricomas; cobertas esparsamente por glândulas; planas, buladas, rugosas; face adaxial tomentosa ao longo das nervuras, nervação perceptível; ápice agudo ou acuminado. Brácteas não observadas; bractéolas em comprimento menor que o do hipanto; hipanto sem expansão ao seu redor; sépalas (lobos do cálice) cobertas esparsamente por glândulas, iguais entre si, não naviculares, não reflexas; pétalas cobertas esparsamente por glândulas. Frutos subglobosos, glandulares, lisos; sépalas (lobos do cálice) persistentes não reflexas.